# Bathanalia straeleni
Bathanalia straeleni је пуж из реда Sorbeoconcha и фамилије Thiaridae. 

## Угроженост
Ова врста је наведена као последња брига, јер има широко распрострањење и честа је врста.

## Распрострањење
Ареал врсте је ограничен на мањи број држава. 
Врста има станиште у ДР Конгу, Замбији, Танзанији и Бурундију. Врста настањује само језеро Тангањика.

## Станиште
Станишта врсте су језера и језерски екосистеми и слатководна подручја. 